# Sympycnus muscicolus
Sympycnus muscicolus är en tvåvingeart som först beskrevs av Vaillant 1952.  Sympycnus muscicolus ingår i släktet Sympycnus och familjen styltflugor. Inga underarter finns listade i Catalogue of Life.